# Alexandre Ribot

Alexandre Ribot

Alexandre-Félix-Joseph Ribot (Sint-Omaars, 7 februari 1842 – Parijs, 13 januari 1923) was een Frans politicus.

## Biografie

### Opleiding en vroege carrière
Alexandre Ribot was een excellent student in de rechten aan de Universiteit van Parijs en na zijn promotie (1863) maakte hij een schitterende juridische carrière. Hij was advocaat en later was hij secretaris van de Conferentie van Advocaten (Conférence des Advocats) en medeoprichter van het Genootschap voor Vergelijkende Wetgeving (Sociéte de Législation Comparée). Van 1875 tot 1876 was hij achtereenvolgens directeur van het directoraat strafzaken en secretaris-generaal van het ministerie van Justitie.

### Politieke carrière
Alexandre Ribot deed in 1877 zijn intrede in de politiek. Aanvankelijk als lid van het comité van juridisch verzet tegen het kabinet-De Broglie, maar in 1878 werd hij als gematigd republikein (Républicain Modéré) voor het departement Pas-de-Calais in de Kamer van Afgevaardigden (Chambre des Députés) gekozen. Als Kamerlid betoonde hij zich een begenadigd spreker die zich verzette tegen de strenge maatregelen tegen de niet-geautoriseerde (rooms-katholieke) congregaties. Daarnaast trad hij op als financieel expert. In 1882 was hij begrotingsrapporteur. Hij was een van de belangrijkste parlementaire tegenstanders van het kabinet-Gambetta en de opkomende Radicale Partij (Parti Radical). Voorts stemde hij tegen de toekenning van de door het kabinet-Ferry gevraagde kredieten voor de Tonkin expeditie (in Vietnam). In 1885 hielp hij Georges Clemenceau bij het omverwerpen van de regering van premier Jules Ferry. Bij de parlementsverkiezingen van 1885 leed Ribot echter een persoonlijke nederlaag toen hij niet werd herkozen als Kamerlid.
Alexandre Ribot keerde in 1889 als vertegenwoordiger van Sint-Omaars in de Kamer van Afgevaardigden terug. Hij was een fel bestrijder van de Boulangistische beweging en streefde naar een "Regering van Republikeinse Concentratie" (Gouvernement de Concentration Républicaine), waarin zo veel mogelijk republikeinse partijen zijn vertegenwoordigd. Zo'n regering kwam er in 1890 onder Charles de Freycinet. In dit kabinet - en het daaropvolgende kabinet-Loubet - was Ribot minister van Buitenlandse Zaken (17 maart 1890 - 6 december 1892). Hij zette zich in voor een bondgenootschap tussen Frankrijk en Rusland. Dat de Franse toenadering tot Rusland werd voor de wereld duidelijk toen de Franse vloot in 1891 Kronstadt bezocht. In 1894 kwam het tot een Frans-Russische Alliantie. Ribot was als anglofiel ook voorstander van goede betrekkingen met het Verenigd Koninkrijk. De betrekkingen tussen Frankrijk en het Verenigd Koninkrijk, die altijd moeizaam waren, werden onder Ribot aanzienlijk beter.

### Premier
Na de val van het kabinet-Loubet werd Ribot op 6 december 1892 benoemd tot premier (Président du Conseil). Voor korte tijd was hij ook minister van Buitenlandse Zaken. Op 11 januari 1893 vormde hij een nieuw kabinet. In dit kabinet was hij ook minister van Binnenlandse Zaken. Dit kabinet hield het nog geen maand vol: reeds in maart 1893 werd de begroting door de Senaat (Sénat) verworpen.
Na de verkiezing van Félix Faure tot president werd Ribot op 26 januari 1895 opnieuw premier (als opvolger van Charles Dupuy). Hij werd ook minister van Justitie. Op 30 oktober van dat jaar werd dit kabinet ten val gebracht over de "Zuidelijke Spoorweg Kwestie." In werkelijkheid kwam hij echter ten val vanwege de veel duurder dan begroot verlopen Madagaskar expeditie en de sociale onrust, culminerend in de staking te Carmaux.
Na de val van het kabinet-Méline (juni 1898) trachtte Ribot tevergeefs een kabinet te formeren die de onderwijsvernieuwing zou moeten doorvoeren. Hoewel hij er niet in slaagde een kabinet te vormen, werd hij wel voorzitter van een invloedrijke onderwijscommissie. Ribot voerde felle oppositie tegen premier René Waldeck-Rousseaus beleid om de religieuze congregaties te autoriseren om les te geven op scholen. Uiteindelijk viel de tot dan toe redelijk eensgezinde republikeinse partij vanwege het beleid van Waldeck-Rousseau uiteen. Ribot schaarde zich onder de tegenstanders van het strenger maken maken van lesgeven voor ordegeestelijken.
Ribot voerde actieve oppositie tegen premier Émile Combes, omdat deze naast leden van de radicale partij, ook een lid van de socialistische partij, Alexandre Millerand, in zijn kabinet opgenomen. Combes' plannen om ordegeestelijken te verbieden les te geven aan kinderen stuitte aanvankelijk op fel verzet van Ribot, maar uiteindelijk ging hij akkoord met een wetsvoorstel van Combes dat het Concordaat van 1801 verving. Hij steunde de regeringsplannen om Associations Culturelles (Culturele Associaties). Uiteindelijk ging er een matigende invloed van hem uit op de opstellers van de scheiding van kerk en staat documenten.
In 1906 werd hij voor Sint-Omaars als Kamerlid herkozen. In hetzelfde jaar werd hij lid van de Académie Française (Franse Academie). Hij volgde Edme-Armand-Gaston, duc d'Audiffret-Pasquier op. Hij was al lid van de Académie des sciences morales et politiques (1903).

### Rol tijdens deEerste Wereldoorlog
In juni 1914 was hij voor korte tijd premier en minister van Justitie. Hij trad op 13 juni, twee weken voor de moord op de Oostenrijk-Hongaarse aartshertog Frans Ferdinand van Oostenrijk-Este, af. Kort na het uitbreken van de Eerste Wereldoorlog werd hij minister van Financiën en in september 1915 vergaderde hij met zijn collegaministers uit Rusland (Pierre Bark) en het Verenigd Koninkrijk (David Lloyd-George) in Parijs om de financiële krachten van de Entente mogendheden. Op 20 maart 1917 werd hij voor de laatste keer in zijn carrière premier. Hij stond aan de leiding van een oorlogskabinet en nam tevens de ministerspost van Buitenlandse Zaken op zich. Op het moment dat Ribot premier werd, stond Frankrijk er in militair opzicht slecht voor. In mei 1917 leden de Fransen een grote nederlaag bij het mislukken van het Nivelle Offensief. Op initiatief van Ribot werd generaal Robert Nivelle als opperbevelhebber vervangen door Philippe Pétain. Uiteindelijk brak er een grote muiterij uit onder Franse militairen aan het westfront. In september 1917 werd Ribot als premier vervangen door minister van Oorlog Paul Painlevé. Tot oktober 1917 bleef hij minister van Buitenlandse Zaken.
Hij overleed op 80-jarige leeftijd, op 13 januari 1923 in Parijs.

## Trivia
- Het lyceum te Sint-Omaars draagt zijn naam
- Ribot was partijloos, maar zijn gedachtegoed kwam overeen met dat van de Fédération Républicaine

## Werken
- Biographie de Lord Erskine (1866)
- Étude de l'acte du 5 avril 1873 pour l'établissement d'une cour suprême de justice en Angleterre (1874)
- Discours politiques (2 dln., 1905)

## Verwijzingen
1. ↑  Deze organen regelden de erediensten in de door de staat genationaliseerde kerken en synagogen die vervolgens door de staat ter beschikking werden gesteld voor de gelovigen (en niet voor kerkgenootschappen en Joodse geloofsgemeenschappen, ofschoon dit natuurlijk in praktijk wel het geval was/is)
2. ↑  14-18, De Eerste Wereldoorlog, door: Dr. R.L. Schuursma (1975), band 1, blz. 377
3. ↑  14-18, De Eerste Wereldoorlog, door: Dr. R.L. Schuursma (1976), band 3, blz. 972

- Bibliothèque nationale de France: cb13016393w (data)
- Gemeinsame Normdatei: 118788620
- International Standard Name Identifier: 0000 0001 1945 9215
- Library of Congress Control Number: n2001084028
- Nationale bibliotheek van Australië: 35933546
- Nationale Bibliotheek van Israël: 987007289471205171
- Nationale Bibliotheek van Polen: a0000001183362
- Nederlandse Thesaurus van Auteursnamen: 166066702
- Istituto Centrale per il Catalogo Unico: IEIV009647
- SNAC: w61m36hp
- Système universitaire de documentation: 067028608
- Trove: 1152393
- Virtual International Authority File: 384316
- WorldCat: E39PBJB8rDrm4gm96tjdpTbcfq